# Vitas
 (février 2015).
Si vous disposez d'ouvrages ou d'articles de référence ou si vous connaissez des sites web de qualité traitant du thème abordé ici, merci de compléter l'article en donnant les références utiles à sa vérifiabilité et en les liant à la section « Notes et références ».
Vitali Vladassovitch Gratchiov (en russe : Виталий Владасович Грачёв) plus connu sous son nom de scène Vitas (en russe : Витас) est un auteur-compositeur-interprète de musique pop russe né le 19 février 1979 à Daugavpils. Il est également acteur et styliste ; il conçoit ses propres costumes de scène.
C'est en 2000, avec la sortie d'un clip via Internet, intitulée Opéra no 2, que Vitas s'est fait connaître. Le titre sort en single l'année suivante, lançant sa carrière internationale. Son style musical est difficile à classer, car il incorpore des éléments de genres variés tels que la techno, la musique classique, le jazz ou encore la musique folklorique. Celui-ci se fera davantage connaître du grand public avec son clip musical 7th element.
Il doit sa renommée en partie à la télévision russe, qui a souvent promu un grand nombre de ses productions, avant de gagner progressivement à partir de 2005 le marché asiatique. Il a signé avec des labels majeurs comme Universal Music Group et a effectué de nombreuses tournées en Chine ainsi que dans plusieurs autres pays. Vitas a également chanté en duo avec des artistes comme Demis Roussos ou encore Lucio Dalla. Ses apparitions sur internet sont le plus souvent perçues comme des mèmes, ceci peut notamment expliquer une partie de sa popularité.

## Biographie
Vitali Gratchiov naît à Daugavpils en Lettonie mais sa famille déménage rapidement à Odessa en Ukraine. Il montre un intérêt pour la musique dès son plus jeune âge. Son grand-père lui a appris à jouer de l'accordéon et le jeune Vitali se met à composer des chansons avant d'étudier la musique de façon plus formelle. Il fréquente une école d'art à Odessa (Ukraine) et apparaît à l'adolescence dans plusieurs productions théâtrales. Le producteur Sergueï Poudovkine, remarquant le potentiel du garçon, le prend sous son aile à Moscou (Russie). Ce n'est qu'en 2000 qu'il entame une carrière de chanteur à part entière avec la sortie de son clip Opéra no 2. En 2006 il se mariera à Svetlana Grachyova avec qui il a eu deux enfants, une fille et un garçon. Vitas est une star majeure en Russie, mais aussi en Chine. Il donna de nombreux concerts dans ces deux pays, dont l'un des plus mémorables qui est celui ayant eu lieu dans le palais du Kremlin en 2002. Ainsi, il continua d'enchaîner les concerts, ce qui augmenta sa notoriété auprès du public.

## Étendue vocale
Vitas est connu pour une étendue vocale hors du commun, grâce à une voix de sopraniste particulièrement puissante. Dans la chanson Opéra no 2 il atteint le contre-ut de soprano (do5), voire le contre-ré (ré5) dans An Old Gramophone et même le ré5 dans Dedication. 
Dans la plupart de ses chansons, il utilise à la fois sa voix de poitrine et sa voix de tête, à l'exception de quelques titres comme Lucia di Lammermoor, Aria et Opera où il n'utilise que le registre de falsetto.

## Discographie

### Chansons inédites
Beaucoup de chansons ont été enregistrées en studio pour des programmes de concerts bien qu'elles n'apparaissent pas sur les albums studio. Toutefois, on en retrouve certaines sur les compilations. Parmi ces chansons, on retrouve des reprises de chansons traditionnelles de différents pays.
- 2001 : Caruso (chanson italienne de Lucio Dalla, qu'il a interprétée aussi en duo avec le compositeur)
- 2001 : To Rejoice (Радовать) (chanson russe de Sosso Pavliachvili)
- 2002 : Without your eyes (Без твоих глаз) (chanson du groupe Yalla)
- 2003 : Who Will Respond? (Кто отзовется?) (chanson de Muslim Magomayev)
- 2003 : Nothing will happen between us (Ничего у нас не получится) (duo avec Nadejda Kadycheva)
- 2003 : Mime's Song (Песня Мима) (chanson d'Evgueni Krylatov)
- 2003 : Casual Waltz (Случайный вальс) (chanson populaire russe, composée par Mark Fradkine avec des paroles d'Evgueni Dolmatovski)
- 2005 : Komarovo (Комарово) (chanson d'Igor Sklyar)
- 2005 : Robin (Малиновка) (chanson d'E. Hanok et A. Poperechny)
- 2006 : Swan's Faithfulness (Лебединая верность) (chanson d'Evgueni Martynov)
- 2006 : At Holy Icon (У иконы святой) (version russe de la chanson Confessa d'Adriano Celentano)
- 2007 : Moscow Nights (Подмосковные вечера)
- 2008 : Tibetan Plateau (青藏高原) (chanson chinoise de Zhang Qianyi)
- 2008 : Sea Is My Home (Море - мой дом) (version russe de la chanson chinoise Great Sea, My Sweet Home ou Da hai a gu xiang (大海啊 故乡) composée en 1981 par Wang Liping)
- 2009 : Fairy Tale (真童话) (chanson chinoise)
- 2009 : Beneath the glory (chanson enregistrée pour le film Mulan, la guerrière légendaire)
- 2009 : Aria (Ария) (air composé par Arno Babadjanian)
- 2009 : Kalinka (Калинка)
- 2009 : 'O sole mio
- 2009 : Bésame mucho
- 2009 : Nessun dorma
- 2009 : La donna è mobile
- 2010 : Dark Eyes (Очи чёрные)
- 2010 : Katioucha (Катюша)
- 2010 : On a Long Road (Дорогой длинною)
- 2010 : Lie, Ciocârlie (chanson folk roumaine de Maria Ciobanu, composée par Maria Lataretu)
- 2011 : Adagio (version italienne de la chanson de Lara Fabian)
- 2011 : Rippling Brooklet (小河淌水) (chanson traditionnelle chinoise composée en 1947 par Yi Yigong)
- 2011 : Without You (Без тебя) (chanson composée par Arkady Horalov, écrite par Andreï Dementiev)
- 2012 : War Veterans (Фронтовики)
- 2012 : Let the River Flow (И пусть течёт река) (chanson d'Angelica Agourbach, composée par A. Pokoutny et V. Adaritchev)
- 2013 : Clean Ponds (Чистые пруды) (chanson populaire russe d'Igor Talkov)
- 2014 : You Are My Hope (Ты моя надежда) (chanson du film Battle of Moscow composée par Alexandra Pakhmoutova avec des paroles de Nikolaï Dobronravov)
- 2014 : 15 years with you (15 лет с вами)
- 2015 : Without You (Без тебя)

### Clips vidéo[2],[3]
- 2000 : Opera #2
- 2001 : Opera #1
- 2001 : Blessed Guru
- 2002 : Smile!
- 2003 : The Star
- 2003 : Mama
- 2004 : The Bird of Happiness
- 2004 : A Kiss As Long As Eternity
- 2005 : Shores of Russia
- 2006 : Lucia di Lammermoor
- 2006 : Crane's Crying
- 2007 : Jamaica
- 2009 : La donna è mobile
- 2010 : Love Me
- 2011 : One-Two-Three
- 2012 : War Veterans
- 2012 : I'd Like To Go Up To Sky (duo avec Ksenona Ksenia)
- 2013 : I'll Give You The World
- 2020 : The King (Timmy Trumpet & Vitas)

## Filmographie
- 2009 : Mulan, la guerrière légendaire de Jingle Ma